# N (spoorwegrijtuig)
N was de Belgische benaming voor een serie rijtuigen die in dienst kwam van de particuliere Franse spoorwegmaatschappij Nord-Belge, die ook in België actief was. Deze in totaal 18 rijtuigen werden later overgenomen door de Belgische spoorwegen.
Deze Belgische rijtuigen toonden zeer sterke overeenkomsten met een serie van 290 rijtuigen van de Franse Compagnie des chemins de fer du Nord, het moederbedrijf van de Nord-Belge. Deze rijtuigen werden daar Voiture Express Nord genoemd.
De Nord-Belge liet in 1930 de eerste volledig stalen rijtuigen in België bouwen. Het waren coupé-rijtuigen met aan elke zijde vijf deuren. De firma Anglo-Franco-Belge te La Croyère bouwde 7 exemplaren (4 AB-rijtuigen en 3 B-rijtuigen nrs 9 t/m 11); Baume & Marpent bouwde de andere 11 (deze firma was trouwens al vanaf het begin betrokken bij de bouw van de 'Express'-rijtuigen: de werkplaatsen van Marpent (F) bouwden de eerste reeks C11yi in 1928).

## Uitvoering

### a3b4
De 4 rijtuigen 1 - 4 kenden een zijgang met 3 afdelingen 1e klasse van elk 6 zitplaatsen. Daarnaast waren er 4 afdelingen 2e klasse met acht zitplaatsen. Het rijtuigtype kende voor elke klasse een toiletinrichting.

### b9
De 3 rijtuigen 9 - 11 kenden 9 afdelingen met daarin totaal 72 zitplaatsen. Elke afdeling tweede klasse kende 8 zitplaatsen. Het rijtuigtype kende twee toiletinrichtingen.

### c11
De 6 rijtuigen 3e klasse kenden elf afdelingen van elk 8 zitplaatsen. Zij week hiermee af van de standaard van NMBS, die 10 zitplaatsen zou vormen in dezelfde ruimte.

### c7p
Buiten een afdeling 3e klasse voor in totaal 56 personen bestond dit rijtuig voor een deel uit een pakwagenafdeling. In deze afdeling bevond zich ook een kleine uitzichtpost. Dit type rijtuig was specifiek voor België, want de Franse versie was een type c5p (C5D), dus met slechts vijf 3e-klasseafdelingen.

## Overgang naar NMBS
Nadat de Nord-Belge in 1940/1941 werd overgenomen door de staat kwamen de rijtuigen bij de NMBS, die de rijtuigen tot 1978 inzette. De rijtuigen werden vernummerd. In 1957 werden alle rijtuigen omgebouwd tot rijtuigen 2e klasse.
| Type | Nord-Belge | NMBS 1940   | NMBS 1957     | UIC                   |
| ---- | ---------- | ----------- | ------------- | --------------------- |
| a3b4 | 1 - 4      | 1001 - 1004 | 32201 - 32204 | 50 88 27-26 401 - 404 |
| b9   | 9 - 11     | 1201 - 1203 | 32301 - 32303 | 50 88 29 26 401 - 403 |
| c11  | 15 - 20    | 1301 - 1306 | 32401 - 32406 | 50 88 21-26 401 - 406 |
| c7p  | 27 - 31    | 1701 - 1705 | 39101 - 39105 | 50 88 82-26 430 - 434 |

3 rijtuigen (1001, 1201 en 1304) kwamen zwaar beschadigd uit de oorlog. Deze kwamen na herstelling (waarbij ze tl-verlichting ingebouwd kregen) weer in dienst in 1952.

## Inzet
Na de overname van de Nord-Belge door de NMBS bleven de N-rijtuigen toch ingezet op de voormalige lijnen van de NB. Er zijn foto's van een homogeen stel N-rijtuigen getrokken door een stoomlocomotief Type 48 (locomotief). Op de verbinding die nu La dorsale wallone (Liège-Tournai) heet, reden treinen bestaande uit N-rijtuigen in samenstelling C7D + C11 + B9 + A3B4 + C11 + C11 (dit laatste rijtuig soms vervangen door een tweede C7D); ook een stel van 5 rijtuigen (A, 3xB, BD) in 1959.
Na 1957, de hernummering van de rijtuigen en de declassering van de A3B4 naar tweedeklasserijtuigen kon men wegens gebrek aan eersteklasserijtuigen geen homogene treinstellen met N-rijtuigen meer opmaken. Ze reden voortaan in een pool met de L-rijtuigen.
In het boek "Liège-Tournai. De 1936 aux IC/IR" staan er voorbeelden van treinsamenstellingen met N-rijtuigen.

## Tweede leven
Meerdere rijtuigen zijn bewaard gebleven als museum- of dienstrijtuig, al zijn enkele wegens de zeer slechte staat waarin zij verkeerden alsnog gesloopt. De NMBS heeft drie rijtuigen opgenomen in de museumcollectie.

### Dienstrijtuig
| Nummer | Als                                    | Opmerking           | Afbeelding |
| ------ | -------------------------------------- | ------------------- | ---------- |
| 32201  |                                        |                     |            |
| 32202  |                                        |                     |            |
| 32203  | Dienst Elektriciteit en seininrichting | UIC 80 88 983 0 200 |            |
| 32204  |                                        |                     |            |
| 32301  |                                        |                     |            |
| 32302  |                                        |                     |            |
| 32403  | Dienst Materieel                       | UIC 30 88 974 0 025 |            |
| 32405  | Dienst Elektriciteit en seininrichting | UIC 30 88 793 0 529 |            |
| 32406  |                                        |                     |            |
| 39102  |                                        |                     |            |

### Museumrijtuig

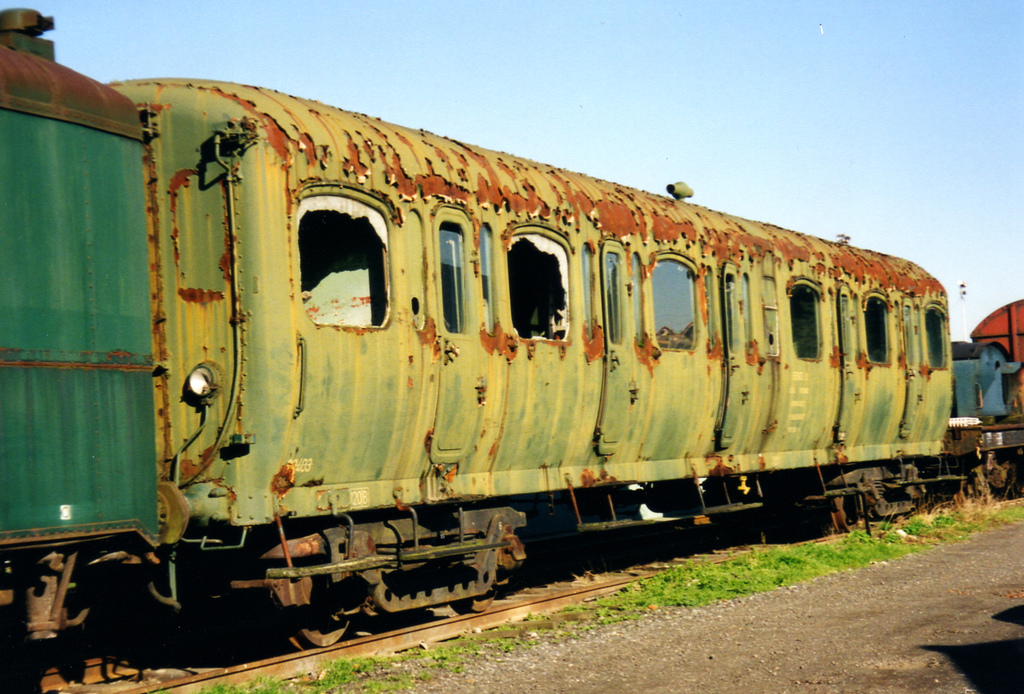
Een N-rijtuig dat ondertussen gesloopt is staat hier bij de Stoomspoorlijn Dendermonde-Puurs

In eerste instantie werden zeven rijtuigen bewaard voor museumdoeleinden. Het is onduidelijk hoeveel daarvan nog aanwezig en rijvaardig zijn. Er zou in het Duitse Kalterherberg bij de restanten van de Vennbahn nog een rijtuig staan.
| Nummer | Bij   | Opmerking | Afbeelding |
| ------ | ----- | --------- | ---------- |
| 32303  | CFV3V |           |            |
| 32401  |       |           |            |
| 32402  | CFV3V |           |            |
| 32404  |       |           |            |
| 39101  |       |           |            |
| 39103  |       |           |            |
| 39104  | CFV3V |           |            |

## Modeltrein
De modeltreinfabrikant LS-Models heeft de N-rijtuigen uitgebracht op schaal HO:
- referte 42 174: set van 3 rijtuigen B7 (ex a3b4) + B9 (ex b9) + B11 (ex c11); groen; nummering 1957; Tijdperk IIIbc (1957-1970);
- referte 42 175: set van 3 rijtuigen B11 (ex c11) + B11 (ex c11) + B7D (ex c7p) ; groen; nummering 1957; Tijdperk IIIbc (1957-1970);
- referte 42 176: set van 3 rijtuigen B7 (ex a3b4) + B9 (ex b9) + B11 (ex c11); groen; UIC-nummering; Tijdperk IV (inzet na 1970);
- referte 42 177: set van 3 rijtuigen B11 (ex c11) + B11 (ex c11) + B7D (ex c7p); groen; UIC-nummering; Tijdperk IV (inzet na 1970);

Andere sets (42 172 en 42 173) met de rijtuigen in een oudere nummerversie voor Tijdperk IIIa zijn aangekondigd, maar in oktober 2020 nog niet beschikbaar.